# Puértolas (kommun)
Puértolas är en kommun i Spanien.   Den ligger i provinsen Provincia de Huesca och regionen Aragonien, i den nordöstra delen av landet, 400 km nordost om huvudstaden Madrid. Antalet invånare är 225. Arean är 100 kvadratkilometer.
Terrängen i Puértolas är bergig åt nordost, men åt sydväst är den kuperad.